# Епархия Фульды
Епархия Фульды (лат. Dioecesis Fuldensis, нем. Bistum Fulda) — епархия Римско-католической церкви в составе архиепархии-митрополии Падерборна в Германии. В настоящее время епархией управляет епископ Михаэль Гербер (с 31 марта 2019 года). Викарный епископ — Карлхайнц Диц (с 2004).
Клир епархии включает 365 священников (311 епархиальных и 54 монашествующих священников), 35 диаконов, 83 монаха, 330 монахинь.

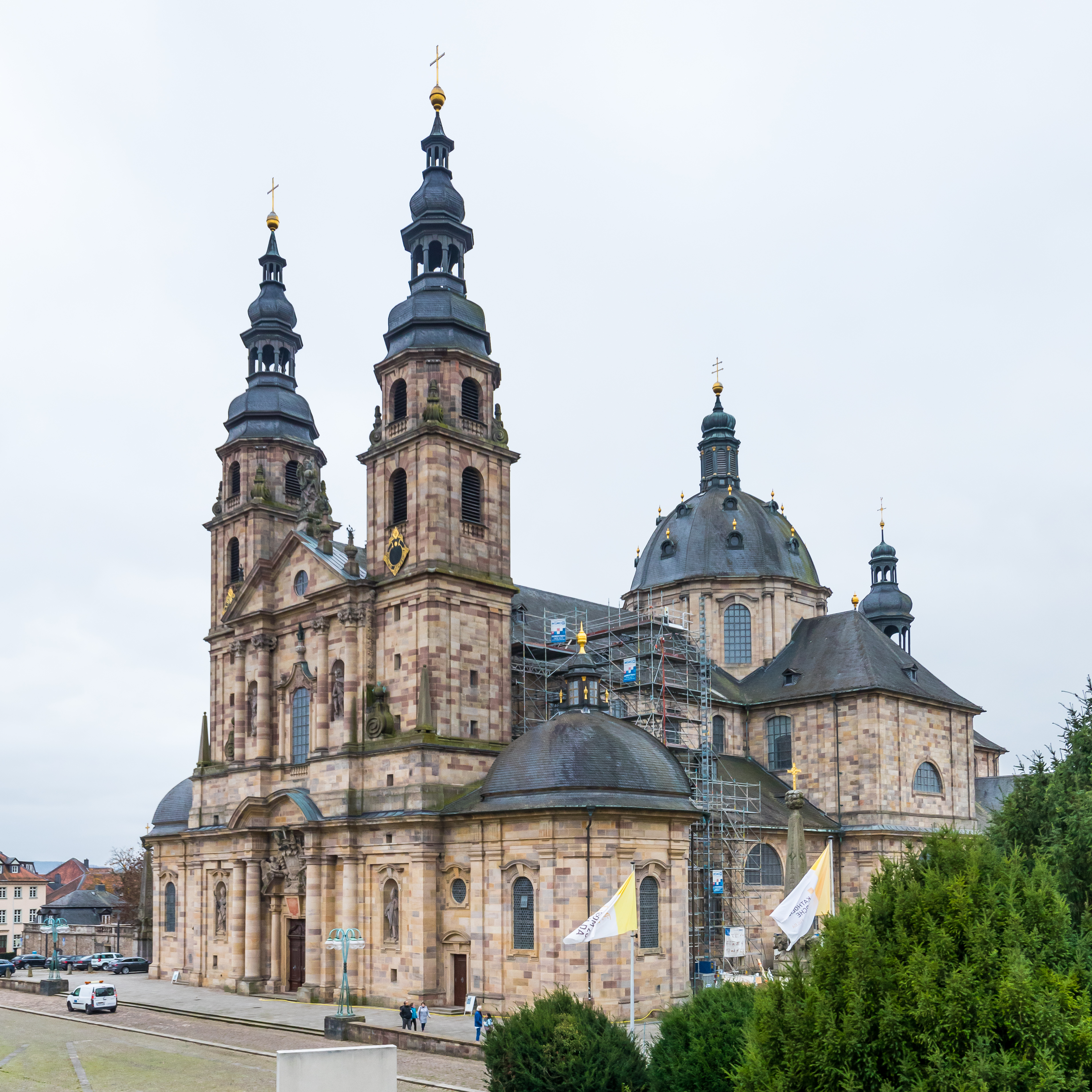
Собор Христа Спасителя, Фульда

## Территория
В юрисдикцию епархии входят 223 прихода в земле Гессен.
Все приходы объединены в 10 деканатов.
Кафедра епископа находится в городе Фульда в церкви Христа Спасителя.

## История
С самого основания в 744 году аббатству покровительствовали правители из династии Каролингов и представители аристократии — Агилольфинги (Бавария), Этихониды (Эльзас) и Конрадины, а в дальнейшем и почти все императоры Священной Римской империи. На пожертвования благотворителей были основаны подворья Йоханнесберг и Петерсберг, около Фульды.
Также с самого своего основания аббатство Фульда и принадлежавшие ему территории были объявлены княжеством во владениях императора Священной Римской империи.
Епархия Фульды была основана 5 октября 1752 года буллой In Apostolicae dignitatis Папы Бенедикта XIV. Князь-аббат получил звание князя-епископа. Первоначально епархия подчинялась непосредственно Святому Престолу.
В XVIII веке аббатство и, прилегающий к нему, город были перестроены в стиле барокко.
С 1764 по 1789 год при князе-епископе Генрихе фон Бибра в Фульде стали производить фарфор высокого качества. Но уже при следующем князь-епископе, Адальберте фон Харсталле производство фарфора прекратилось.
16 августа 1821 года епархия Фульда вошла в состав церковной провинции архиепархии Фрайбурга. 13 августа 1930 года епархия вошла в состав митрополии Падерборна.
23 июля 1973 года часть территории епархии Фульды отошла апостольской администрации Эрфурт-Майнингена (ныне Епархия Эрфурта).
С 31 марта 2007 года в епархии было принято новое разделение на 10 деканатов (ранее их было 29).

## Ординарии епархии
- Аманд фон Бусек (05.101752 — 04.12.1756) — бенедиктинец;
- Адальберт II фон Вальдердорф (17.01.1757 — 16.09.1759) — бенедиктинец;
- Генрих VIII фон Бибра (22.10.1759 — 25.09.1788) — бенедиктинец;
- Адальберт III (Вильгельм Адольф Генрих) фон Харшталь (18.11.1788 — 08.10.1814) — бенедиктинец;
- Генрих (Филипп Эрнст) фон Варсндорф (06.10.1814 — 17.02.1817) — бенедиктинец;
- Йохан Адам Ригер (23.06.1828 — 30.07.1831);
- Йохан Леонард Пфафф (15.11.1831 — 03.01.1848);
- Кристоф Флорентиус Кётт (29.03.1848 — 14.10.1873);
- Георг фон Копп (15.11.1881 — 09.08.1887) — назначен епископом Вроцлава;
- Йозеф Вейланд (04.11.1887 — 11.01.1894);
- Георг Игнац Комп (27.04.1894 — 21.03.1898) — назначен архиепископом Фрибурга;
- Адальберт Эндерт (18.07.1898 — 17.07.1906);
- Йозеф Дамиан Шмитт (29.12.1906 — 10.04.1939);
- Йохан Баптист Диц (10.04.1939 — 24.10.1958);
- Aдольф Больте (30.06.1959 — 05.04.1974);
- Эдуард Шик (18.12.1974 — 01.07.1982);
- Йоханнес Диба (01.06.1983 — 23.07.2000);
- Хайнц Йозеф Альгермиссен (20.06.2001 — 05.06.2018);
- Михаэль Гербер (с 31 марта 2019 года)

## Статистика
На конец 2006 года из 2 300 000 человек, проживающих на территории епархии, католиками являлись 434 916 человек, что соответствует 18,9 % от общего числа населения епархии.
| год  | население | население | население | священники | священники        | священники         | священники                           | постоянные диаконы | монахи  | монахи  | приходы |
| год  | католики  | всего     | %         | всего      | белое духовенство | черное духовенство | число католиков на одного священника | постоянные диаконы | мужчины | женщины | приходы |
| ---- | --------- | --------- | --------- | ---------- | ----------------- | ------------------ | ------------------------------------ | ------------------ | ------- | ------- | ------- |
| 1950 | 782.036   | 3.713.376 | 21,1      | 501        | 381               | 120                | 1.560                                |                    | 195     | 2.048   | 284     |
| 1970 | 712.825   | 3.638.170 | 19,6      | 727        | 613               | 114                | 980                                  |                    | 218     | 901     | 380     |
| 1980 | 474.232   | 1.830.000 | 25,9      | 494        | 371               | 123                | 959                                  | 7                  | 191     | 741     | 233     |
| 1990 | 463.497   | 1.800.000 | 25,7      | 482        | 380               | 102                | 961                                  | 13                 | 149     | 567     | 232     |
| 1999 | 450.543   | 1.870.000 | 24,1      | 403        | 353               | 50                 | 1.117                                | 18                 | 115     | 602     | 172     |
| 2000 | 447.275   | 1.910.000 | 23,4      | 402        | 352               | 50                 | 1.112                                | 17                 | 103     | 435     | 172     |
| 2001 | 447.431   | 1.931.027 | 23,2      | 425        | 336               | 89                 | 1.052                                | 22                 | 136     | 411     | 172     |
| 2002 | 443.663   | 1.950.000 | 22,8      | 390        | 333               | 57                 | 1.137                                | 27                 | 112     | 418     | 172     |
| 2003 | 441.663   | 3.147.000 | 14,0      | 408        | 323               | 85                 | 1.082                                | 29                 | 134     | 400     | 172     |
| 2004 | 440.593   | 3.212.000 | 13,7      | 379        | 321               | 58                 | 1.162                                | 32                 | 112     | 378     | 173     |
| 2006 | 434.916   | 2.300.000 | 18,9      | 365        | 311               | 54                 | 1.191                                | 35                 | 83      | 330     | 223     |